# Sydney International Aquatic Centre

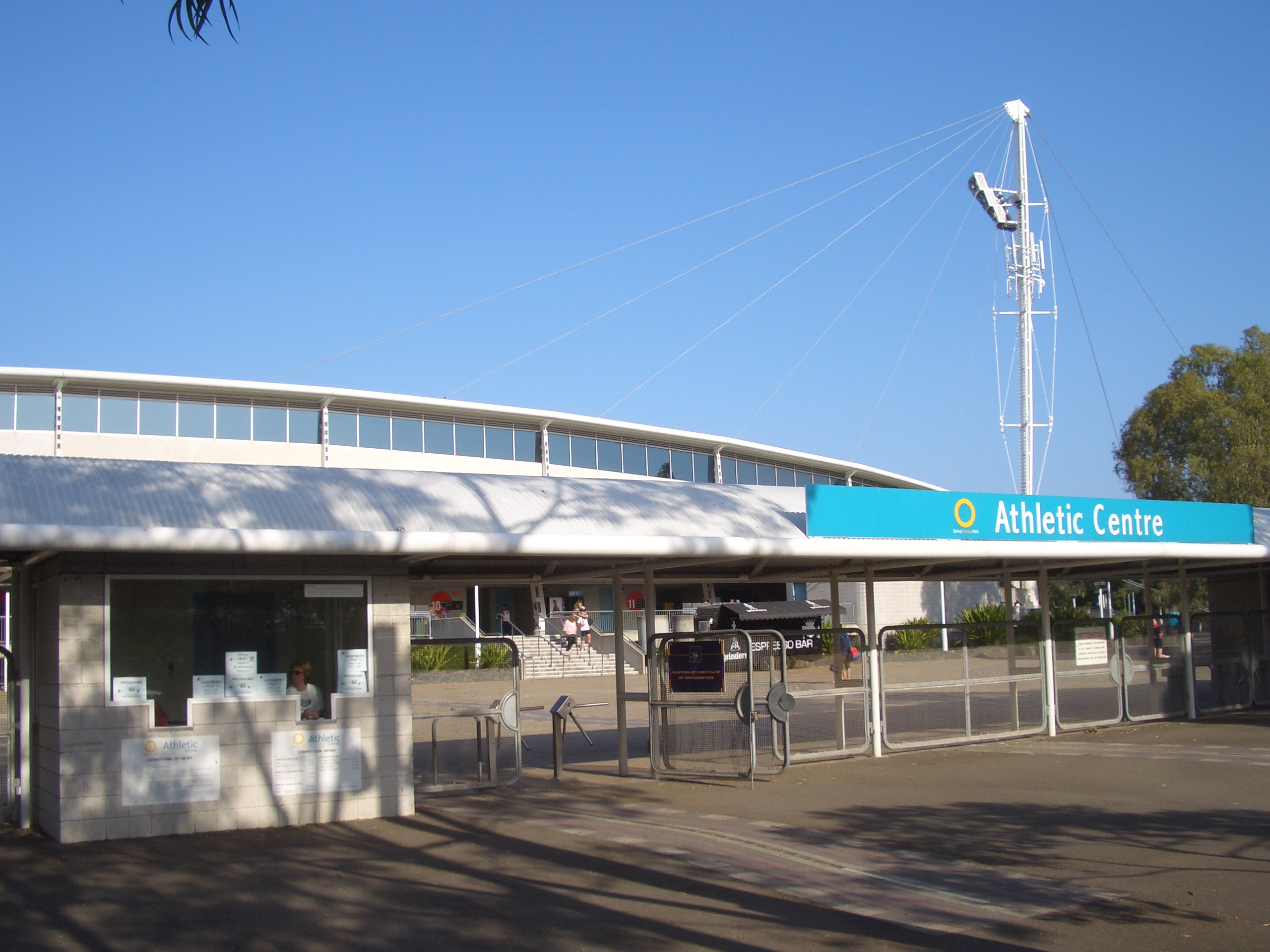
L'ingresso del Sydney International Aquatic Centre

Il Sydney International Aquatic Centre, conosciuto anche come SOPAC, è un centro acquatico edificato a Sydney, in Australia. Tra gli altri eventi, ha ospitato ai Giochi della XXVII Olimpiade le competizioni natatorie. Costruito nel 1994, ha una capacità di 10.000 posti a sedere, sebbene durante le sopracitate Olimpiadi sia arrivato a contenere circa 17.000 spettatori.